# Трговина људима на Косову и Метохији
Од оснивања УНМИК-а 1999. године, међународној заједници је познато да је Косово и Метохија главна дестинација за трговину људима, женама и младим девојкама које се тргују ради присилне проституције. Према Amnesty International, већина жена се тргује из Молдавије, Румуније, Бугарске и Украјине.
У Извештају о трговини људима из 2010. године, Косово и Метохија су препознати као територија транзита и одредишта за жене и децу, жртве трговине људима, посебно принудне проституције.

## Порекло потражње
Трговина људима на Косову и Метохији је доживела „нагли пораст” откако су трупе НАТО-а и особље УН-а преузели Косово и Метохију. Према Amnesty International, војници НАТО-а и особље УН-а „остварују 80% прихода” за макрое и трговце људима. Одељење за очување мира УН-а је тврдило да су „на мировњаке више гледа као на део проблема трговине људима него као решење”. Amnesty није пронашао доказе о кривичном поступку против војног особља НАТО-а у њиховим матичним земљама.

## Изворне земље
извештава да је „МОМ на КиМ помогао око 406 страних жена између децембра 2000. и децембра 2003. године. Према МОМ-у, 48 процената жена које су ушле у његов програм репатријације, који им омогућава да се врате у своју домовину, потиче из Молдавије. Од остатка, 21 проценат долази из Румуније, 14 процената из Украјине, шест процената из Бугарске, три процента из Албаније, а остатак из Русије и уже Србије.”

## Нерад косовске администрације
Извештај о трговини људима за 2010. године каже да „Влада Косова није следила минималне мере за елиминисање трговине људима”. Ово се односи и на присилну проституцију и на присилно просјачење.

## Остало
Карла дел Понте, бивша главна тужитељка УН-а за ратне злочине, тврдила је у својим мемоарима да је најмање 300 етничких Срба убијено, а њихови органи украдени од стране Ослободилачке војске Косова (ОВК) током и након рата на Косову и Метохији 1999. године. Ове тврдње су наишле на критике у Албанији и иностранству.
Српски тужилац за ратне злочине Владимир Вукчевић је 2009. године тврдио да је постигнут значајан напредак у истрази случаја жуте куће, која се налази у северној Албанији, где су вађени органи од киднапованих Срба и неалбанаца са КиМ, као и чешких и руских држављана. Органи су касније продавани на црном тржишту. Албанска администрација Косова одбила је да сарађује са српским и међународним истражитељима на овом случају, али је на територији Косова и Метохије извршено неколико хапшења лекара који се баве илегалном хирургијом, у вези са тим случајем.
У фебруару 2011. новински сајт France 24 је добио поверљиве документе, који показују да су УН чуле оптужбе 2003. у вези са трговином људским органима, са неким именованим жртвама и сведочењима умешаних Албанаца. Извештај о овом питању из 2003. године описује криминалну умешаност виших команданата ОВК.